# Andreas Borcherding

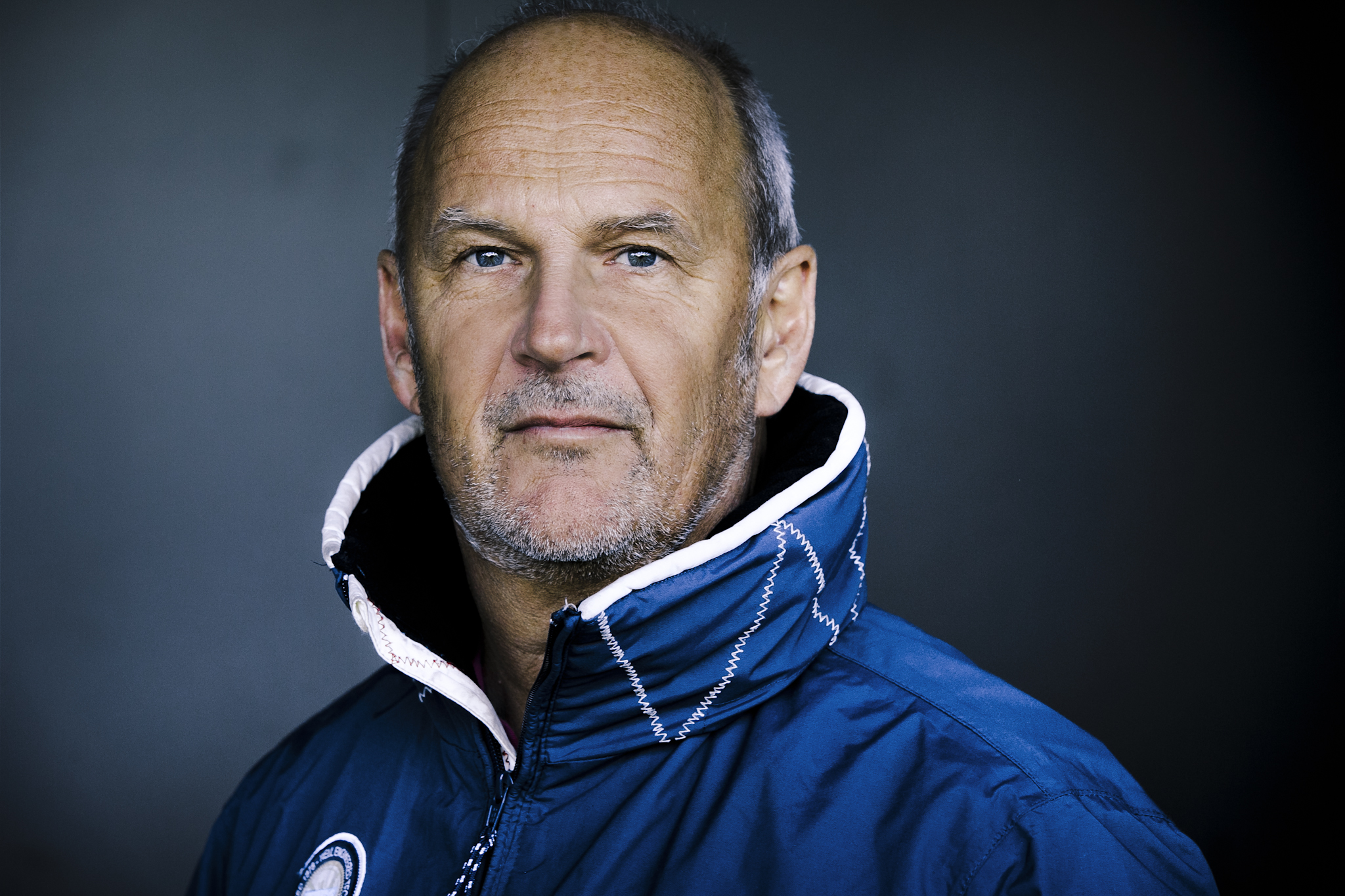
Andreas Borcherding (2016)

Andreas Borcherding (* 5. April 1957 in München) ist ein deutscher Schauspieler und Synchronsprecher.

## Leben
Borcherding begann seine Schauspielkarriere auf Münchner Theaterbühnen. Bei der Neugründung des Münchner Volkstheaters in der Briennerstraße 1982 gehörte er zum Ur-Ensemble, eine enge künstlerische Verbindung, die er auch nach seinem Wechsel ans Südostbayerische Städtetheater Landshut (heute: Landestheater Niederbayern) aufrechterhielt. In den 1990er-Jahren wurde Borcherding – neben Gastspielen in Bochum und Stuttgart – wieder zum Dauergast am Volkstheater und an zahlreichen anderen Münchner Bühnen, wie zum Beispiel dem Teamtheater oder dem Theater Rechts der Isar. Neben diesen freien Theater-Engagements war er seitdem in über 150 Film-und-Fernsehproduktionen zu sehen.
Seine Fernseh-Aktivitäten startete er in den Bayerischer-Rundfunk-Serien Löwengrube, Der Millionenbauer und Die Wiesingers. Im Kino war er in Die unendliche Geschichte II – Auf der Suche nach Phantásien, 1992 in Sönke Wortmanns Kleine Haie und Steffi Kammermeiers Dizzy, lieber Dizzy, Der Baader Meinhof Komplex, Sebastian Sterns Die Hummel u. a. zu sehen. Auch in vielen Fernseh-Krimireihen wirkte er mit, z. B. in Unter Verdacht, Polizeiruf 110 und 10 Folgen Tatort.
Neben seinen vielen Schauspiel-Engagements spricht er für die Radioprogramme des Bayerischen Rundfunks (BR) und für zahlreiche Dokumentarfilme unterschiedlicher Sender. Als Synchronschauspieler sprach er hunderte fremdsprachige Schauspieler und Animationsfiguren und schrieb über 100 deutsche Synchron-Dialogbücher und Dokubücher. Dabei führt er mitunter auch Regie bei Tonaufnahmen im Synchron- und Dokubereich. Im Buchhandel gibt es eine große Auswahl an Hörspielen auf CD, in denen er mitgewirkt hat. Außerdem ist seine Stimme in den deutschsprachigen audioguides von Museen und anderen Sehenswürdigkeiten weltweit zu hören.
In berufsständischen Interessenverbänden kümmert er sich um sozialrechtliche Fragen und Probleme seiner Berufsgruppe.
Für den Starkbieranstich auf dem Nockherberg spielte er von 2007 bis 2009 den Ministerpräsidenten Günther Beckstein und 2013 den Kanzlerkandidaten Peer Steinbrück. Von 2010 bis 2011 war Borcherding als Götz Zastrow in der ARD-Telenovela Sturm der Liebe zu sehen.
Borcherding lebt in seiner Geburtsstadt München.

## Filmografie (Auswahl)
- 1987–2007: Der Komödienstadel (Fernsehreihe, 4 Folgen, verschiedene Rollen)
- 1987–1989: Derrick (Fernsehserie, 3 Folgen, verschiedene Rollen)
- 1988: Zur Freiheit (Fernsehserie, 1 Folge)
- 1988–2011: Der Alte (Fernsehserie, 13 Folgen, verschiedene Rollen)
- 1988–1992: Lindenstraße (Fernsehserie, 4 Folgen, verschiedene Rollen)
- 1989: Löwengrube (Fernsehserie, 1 Folge)
- 1989–2019: SOKO München (Fernsehserie, 8 Folgen, verschiedene Rollen)
- 1990: Tatort – Unter Brüdern (Fernsehreihe)
- 1990: Café Meineid (Fernsehserie, 1 Folge)
- 1990: Die unendliche Geschichte II – Auf der Suche nach Phantásien
- 1991: Tatort: Animals
- 1991: Erfolg
- 1991: Die glückliche Familie (Fernsehserie, 1 Folge)
- 1991: Jolly Joker (Fernsehserie, 1 Folge)
- 1992: Heidi und Erni (Fernsehserie, 2 Folgen)
- 1992: Tatort: Tod eines Wachmanns
- 1992: Eurocops (Fernsehserie, 1 Folge)
- 1992: Die Hausmeisterin (Fernsehserie, 1 Folge)
- 1993: Forsthaus Falkenau (Fernsehserie, 2 Folgen)
- 1993: Anwalt Abel (Fernsehserie, 1 Folge)
- 1993: Tatort – Deserteure
- 1993: Zwei Münchner in Hamburg (Fernsehserie, 1 Folge)
- 1993: Wolffs Revier (Fernsehserie, 1 Folge)
- 1994: Tatort: Die Frau an der Straße
- 1994: Der Fahnder (Fernsehserie, 1 Folge)
- 1994: Lutz & Hardy (Fernsehserie, 1 Folge)
- 1995: Drei in fremden Betten
- 1995: Auf Achse (Fernsehserie, 4 Folgen)
- 1995: Gegen den Wind (Fernsehserie, 1 Folge)
- 1995: Tatort: Tod eines Auktionators
- 1996: Helden habens schwer
- 1996: Tatort: Perfect Mind – Im Labyrinth (Fernsehreihe)
- 1996–2001: Dr. Stefan Frank – Der Arzt, dem die Frauen vertrauen (Fernsehserie, 2 Folgen, verschiedene Rollen)
- 1996: Balko (Fernsehserie, 1 Folge)
- 1996: Wildbach (Fernsehserie, 1 Folge)
- 1996: Charleys Tante
- 1996: Adelheid und ihre Mörder (Fernsehserie, Folge: Die letzte Tasse)
- 1997: Der Bulle von Tölz: Bei Zuschlag Mord (Fernsehreihe)
- 1997: Coming In
- 1997: Der Bulle von Tölz: Bauernhochzeit
- 1997: Frauenarzt Dr. Markus Merthin (Fernsehserie, 1 Folge)
- 1997: Ein Bayer auf Rügen (Fernsehserie, 1 Folge)
- 1997: Zwei Brüder (Fernsehserie, 1 Folge)
- 1998: Die Straßen von Berlin (Fernsehserie, 1 Folge)
- 1998: Fieber – Ärzte für das Leben (Fernsehserie, 1 Folge)
- 1999: Ritas Welt (Fernsehserie: Folge: Das Praktikum)
- 1999: Hausmeister Krause – Ordnung muss sein  (Fernsehserie, Folge: „Die Goldawine (2)“)
- 2000: Tierarzt Dr. Engel (Fernsehserie, 2 Folgen)
- 2000: Letzter Wille
- 2001: Meine Hochzeit ohne mich
- 2001: Weißblaue Geschichten (Fernsehserie, 4 Folgen)
- 2002: Klinikum Berlin Mitte – Leben in Bereitschaft (Fernsehserie, 1 Folge)
- 2003: Anatomie 2
- 2003: SOKO Köln (Fernsehserie, 1 Folge)
- 2004: Utta Danella (Fernsehserie, Folge: Das Familiengeheimnis)
- 2004: Einmal Bulle, immer Bulle (Fernsehserie, 1 Folge)
- 2004: Ein Fall für zwei (Fernsehserie, 1 Folge)
- 2004: Freundinnen (Kurzfilm)
- 2005–2016: Unter Verdacht (Fernsehserie, 2 Folgen, verschiedene Rollen)
- 2005: Die andere Hälfte des Glücks
- 2005–2008: Siska (Fernsehserie, 3 Folgen, verschiedene Rollen)
- 2005: Alarm für Cobra 11 – Die Autobahnpolizei (Fernsehserie, 1 Folge)
- 2005: SOKO Leipzig (Fernsehserie, 1 Folge)
- 2005–2014: SOKO Kitzbühel (Fernsehserie, 2 Folgen, verschiedene Rollen)
- 2006–2009: Liebe, Babys und … (Fernsehserie)
- 2006: Die Familienanwältin (Fernsehserie, 1 Folge)
- 2006: Rabenbrüder
- 2006: Tatort: Außer Gefecht
- 2006–2020: Kommissarin Lucas (Fernsehserie, 3 Folgen, verschiedene Rollen)
- 2007: Bezaubernde Marie
- 2007: Alles außer Sex (Fernsehserie, 1 Folge)
- 2007: Das Leuchten der Sterne
- 2008: Tatort: Ausweglos
- 2008–2020: Die Rosenheim-Cops (Fernsehserie, 4 Folgen, verschiedene Rollen)
- 2008: Der Baader Meinhof Komplex
- 2008: Verrückt nach Emma
- 2008: Tage wie Jahre
- 2009: Ihr Auftrag, Pater Castell (Fernsehserie, 1 Folge)
- 2009: Marienhof (Fernsehserie, 16 Folgen)
- 2010: Keiner geht verloren
- 2010–2011: Sturm der Liebe (Telenovela, 243 Folgen)
- 2011: Die Hummel
- 2011–2018: Chiemgauer Volkstheater (Fernsehreihe, 17 Folgen, verschiedene Rollen)
- 2012: Die Bergretter (Fernsehserie, 1 Folge)
- 2012: Die Garmisch-Cops (Fernsehserie, 1 Folge)
- 2012: Schafkopf
- 2012–2018: Hubert ohne Staller (Fernsehserie, 2 Folgen, verschiedene Rollen)
- 2013: Hannas Reise
- 2014: Monaco 110 (Fernsehserie, 1 Folge)
- 2015: Die Chefin (Fernsehserie, 1 Folge)
- 2016: In aller Freundschaft (Fernsehserie, Folge: Schritt für Schritt)
- 2017: Polizeiruf 110: Nachtdienst
- 2017: Arzt mit Nebenwirkung
- 2017: Tatort: Hardcore
- 2018: Der Bergdoktor (Fernsehserie, 1 Folge)
- 2018: Der Staatsanwalt (Fernsehserie, 1 Folge)
- 2018: Rubberneck
- 2018: Die Spezialisten – Im Namen der Opfer (Fernsehserie, 1 Folge)
- 2019: Aktenzeichen XY … ungelöst (Fernsehserie, 1 Folge)
- 2019: Limbo
- 2020: Into The Red
- 2020: Der Beischläfer (Fernsehserie)
- 2021: Faltenfrei (Fernsehfilm)
- 2021: Breisgau – Bullenstall (Fernsehreihe)
- 2022: Frühling – Alte Liebe, neue Liebe (Fernsehreihe)
- 2023: In aller Freundschaft – Die jungen Ärzte (Fernsehserie, Folge: Hier und jetzt)

## Synchronisation (Auswahl)

### Filme
- 1994: Asterix in Amerika als Senator #1 (DVD-Version)
- 2000: Coyote Ugly – Eric Ritter als Zuschauer
- 2001: One Piece – Abenteuer auf der Spiralinsel! – Hideyuki Tanaka als Pin Joker
- 2004: Harry Potter und der Gefangene von Askaban – Warwick Davis als Prof. Filius Flitwick
- 2005: Final Fantasy VII: Advent Children – Kenji Nomura als Loz
- 2010: Frozen – Eiskalter Abgrund – Kane Hodder als Cody
- 2012: Die Tore der Welt – Peter Firth als Herzog Roland
- 2012: Trouble with the Curve: James Patrick Freetly als Todd
- 2012: Asterix im Land der Götter: ? als Sklaventreiber
- 2014: Der Hobbit: Die Schlacht der fünf Heere: William Kircher als Bifur

### Serien
- 2003: One Piece – Tamotsu Nishiwaki als Ratte
- 2003: One Piece – Takuma Suzuki als Minchi
- 2003–2004: Transformers: Armada – Sam Vincent als Sideswipe
- 2005: Stargate: Atlantis – Dan Shea als Sergeant Siler
- seit 2011: South Park: Trey Parker als Sergeant Harrison Yates
- 2012: Lilyhammer: Tim Ahern als Robert Grasso
- 2013: The Passion: William Kircher als Kajaphas
- 2015: Büro der Legenden: Jean-Pierre Darroussin als Henri Duflot
- 2015: Game of Thrones: Brian Fortune als Othell Yarwick
- 2015–2016: Arrow: Richard Keats als Dr. Lockhart
- 2016: Fresh off The Boat: David Goldman als Rektor Hunter
- 2018: Polar: Matt Lucas als Herbert Blut
- 2023: One Piece (Live-Action) – Roy Acton Burnell als Ratte
- 2023: Sacrifice to the King of Beasts als Ratspräsident #2

### Videospiele
- 1995: Warcraft II: Tides of Darkness … als Fußsoldat der Menschen und Erzähler
- 1998: StarCraft … als Arcturus Mengsk
- 2005:  Age of Empires III … als Morgan Black
- 2005: Fable … als Wächter/Dorfbewohner
- 2010: StarCraft II: Wings of Liberty … als Arcturus Mengsk
- 2010: Mafia II als Giuseppe Palminteri
- 2013: BioShock Infinite … als Jeremiah Fink
- 2016: StarCraft … als Arcturus Mengsk